# Cryptocarya bitriplinervia
Espèce
Statut de conservation UICN

 DD  : Données insuffisantes
Cryptocarya bitriplinervia est une espèce de plantes à fleurs de la famille des Lauraceae.

## Publication originale
- Flore de la Nouvelle Calédonie et Dépendances 5: 68. 1974.